# Liste des préfets de la Loire-Atlantique

Logo du préfet de la région Pays de la Loire

La liste des préfets de la Loire-Atlantique (Loire-Inférieure jusqu'en 1957) commence avec la création de la fonction en 1800. Le siège de la préfecture est à Nantes.
À partir de 1964, le préfet de la Loire-Atlantique est préfet de région des Pays de la Loire.
Auparavant, dans des circonstances politiques exceptionnelles, des représentants du gouvernement ont eu temporairement autorité sur plusieurs départements, dont la Loire-Inférieure.

## Liste des préfets

### Premier Empire (1800-1814)
| Période                          | Période                          | Identité                     | Fonction précédente                         | Observation                                                                                                |
| -------------------------------- | -------------------------------- | ---------------------------- | ------------------------------------------- | --- |
| 11 ventôse an VIII 2 mars 1800   | 5 ventôse an XII 25 février 1804 | Étienne-François Le Tourneur | Membre du directoire Général et ambassadeur | Conseiller maître à la cour des comptes Banni en Belgique à la Restauration                                |
| 5 ventôse an XII 25 février 1804 | 10 décembre 1806                 | Godefroy Redon de Belleville | Ambassadeur à Madrid                        | Nommé intendant général de Hanovre                                                                         |
| 10 décembre 1806                 | 13 décembre 1810                 | Philippe de Celles           | Maître des requêtes au conseil d'État       | Nommé préfet du Zuyderzée                                                                                  |
| 13 décembre 1810                 | 12 mars 1813                     | Jean van Styrum              | Conseiller d'état                           | Chargé de l'itérim du Préfet du Zuyderzee Appelé à d'autres fonctions                                      |
| 12 mars 1813                     | 24 mars 1815                     | Prosper de Barante           | Préfet de la Vendée                         | Conservé pendant la Première Restauration Conseiller d'État Secrétaire général du Ministère de l'Intérieur |

### Cent-Jours (1815)
| Période      | Période         | Identité       | Fonction précédente      | Observation                                                              |
| ------------ | --------------- | -------------- | ------------------------ | ------------------------------------------------------------------------ |
| 22 mars 1815 | 12 juillet 1815 | Félix Bonnaire | Préfet d'Ille-et-Vilaine | Nommé préfet de la Vienne à la Seconde Restauration, mais n'accepte pas. |

### Seconde Restauration (1815-1830)
| Période            | Période          | Identité                              | Fonction précédente                                        | Observation                                                                            |
| ------------------ | ---------------- | ------------------------------------- | ---------------------------------------------------------- | -------------------------------------------------------------------------------------- |
| 12 juillet 1815    | 23 mars 1822     | René de Brosses (d)                   | Préfet de la Haute-Vienne pendant la Premiere Restauration | Devient Maître des requêtes au conseil d'État le 4 novembre 1818 Nommé préfet du Doubs |
| 23 mars 1822       | 26 août 1824     | Anne-Félix Brochet de Vérigny         | Préfet de l'Oise                                           | Elu député du Calvados en octobre 1821 Nommé conseiller d'état                         |
| 1er septembre 1824 | 22 novembre 1824 | François Duval de Chassenon de Curzay | Préfet de la Vendée                                        | Nommé préfet d'Ille-et-Vilaine                                                         |
| 22 septembre 1824  | 3 mars 1828      | Alban de Villeneuve-Bargemont         | Préfet de la Meurthe                                       | Nommé préfet du Nord                                                                   |
| 3 mars 1828        | 6 août 1830      | Charles-Achille de Vanssay            | Préfet de la Seine-Inférieure                              | Remplacé à la révolution des Trois-Glorieuses                                          |

### Monarchie de Juillet (1830-1848)
| Période         | Période         | Identité                       | Fonction précédente           | Observation                                                |
| --------------- | --------------- | ------------------------------ | ----------------------------- | ---------------------------------------------------------- |
| 6 août 1830     | 12 octobre 1832 | Louis Rousseau de Saint-Aignan | Député de la Loire-Inférieure | Nommé à la Chambre des pairs                               |
| 12 octobre 1832 | 5 juin 1840     | Maurice Duval                  | Préfet de l'Isère             | Nommé à la Chambre des pairs                               |
| 5 juin 1840     | 24 juillet 1847 | Achille Chaper                 | Préfet de la Côte-d'Or        | Nommé préfet du Rhône                                      |
| 24 juillet 1847 | 1er mars 1848   | Henri Charles Roulleaux Dugage | Préfet de l'Hérault           | Révolution de février 1848 Député de l'Hérault (1852-1870) |

### Deuxième République (1848-1851)
| Période          | Période          | Identité                   | Fonction précédente                     | Observation |
| ---------------- | ---------------- | -------------------------- | --------------------------------------- | --- |
| 2 mars 1848      | 2 mars 1848      | Michel Rocher              |                                         | En tant que Commissaire du gouvernement Commissaire général des cinq départements de la Bretagne                  |
| 28 février 1848  | 14 mars 1848     | Ange Guépin                |                                         | En tant que Commissaire du gouvernement                                                                           |
| 20 mars 1848     | 10 juin 1848     | Jacques-Hippolyte Maunoury | Commissaire du gouvernement du Morbihan | En tant que Commissaire du gouvernement                                                                           |
| 10 juin 1848     | 31 décembre 1848 | Dominique Rampal           |                                         | Démissionnaire |
| 31 décembre 1848 | 9 mai 1852       | Jean Gauja (1801-1875)     | Préfet d'Indre-et-Loire                 | Retraite à la chute de la Deuxième République Nommé préfet de la Vendée à la Troisième République le 26 mars 1871 |

### Second Empire (1851-1870)
| Période           | Période           | Identité                              | Fonction précédente                                                                                | Observation                                     |
| ----------------- | ----------------- | ------------------------------------- | -------------------------------------------------------------------------------------------------- | ----------------------------------------------- |
| 9 mai 1852        | 22 juin 1853      | Édouard de Mentque (1808-1878)        | Préfet de la Haute-Vienne                                                                          | Nommé préfet de la Gironde                      |
| 22 juin 1853      | 10 septembre 1864 | Henri Chevreau (1823-1903)            | Secrétaire général du ministère de l'intérieur                                                     | Conseiller d'État en 1857 Nommé préfet du Rhône |
| 10 septembre 1864 | 16 octobre 1865   | Gustave Mercier-Lacombe (1815-1875)   | Directeur général des services civils en Algérie chargé de l'administration du département d'Alger | Nommé conseiller maître à la cour des comptes   |
| 16 octobre 1865   | 31 janvier 1870   | Léopold Bourlon de Rouvre (1820-1905) | Préfet de Maine-et-Loire                                                                           | Nommé préfet de la Gironde                      |
| 31 janvier 1870   | 4 septembre 1870  | Henri Pougeard-Dulimbert (1817-1898)  | Préfet de la Haute-Garonne                                                                         | Retraite à la chute du Second Empire            |

### Troisième République (1870-1940)
| Période           | Période           | Identité                     | Fonction précédente                             | Observation                                                                                       |
| ----------------- | ----------------- | ---------------------------- | ----------------------------------------------- | ------------------------------------------------------------------------------------------------- |
| 4 septembre 1870  | 7 octobre 1870    | Ange Guépin                  |                                                 | Assure l'intérim. Demissionne pour des raisons de santé.                                          |
| 5 novembre 1870   | 20 mars 1871      | Alphonse Fleury              | Commissaire à la défense nationale dans l'Indre | Démissionnaire à la chute du Second Empire                                                        |
| 20 mars 1871      | 24 janvier 1872   | Ernest Pascal                | Avocat à Toulouse, opposant à l'Empire          | Nommé préfet du Rhône                                                                             |
| 25 janvier 1872   | 15 février 1873   | Henri Doniol                 | Préfet de l'Isère                               | Nommé préfet de Meurthe-et-Moselle                                                                |
| 15 février 1873   | 15 janvier 1874   | Albert Le Guay               | Préfet de Meurthe-et-Moselle                    | Démissionnaire. Devient conseiller général de l'Orne.                                             |
| 22 janvier 1874   | 10 septembre 1874 | Léon Lavedan                 | Préfet de la Vienne                             | Nommé administrateur adjoint de la bibliothèque nationale auprès de Léopold Delisle               |
| 11 septembre 1874 | 15 octobre 1875   | Charles Welche               | Conseiller d'État                               | Nommé préfet du Rhône                                                                             |
| 15 octobre 1875   | 18 décembre 1877  | Théodore Malher              | Préfet de Saône-et-Loire                        | Démissionnaire                                                                                    |
| décembre 1877     | mars 1879         | Charles Raguet de Brancion   |                                                 |                                                                                                   |
| 15 mars 1879      | 13 juin 1882      | Louis Herbette               | Préfet de la Somme                              | Nommé directeur de l'administration pénitentiaire                                                 |
| 13 juin 1882      | 16 novembre 1885  | Anatole Catusse              | Préfet de la Dordogne                           | Nommé préfet des Alpes-Maritimes                                                                  |
| 16 novembre 1885  | 24 mai 1889       | Jean Glaize                  | Préfet de la Haute-Garonne                      | Chargé du vice-consulat de Monaco                                                                 |
| 24 mai 1889       | 16 mai 1891       | Georges Rivaud               | Préfet du Calvados                              | Nommé préfet du Rhône                                                                             |
| 16 mai 1891       | 23 mai 1896       | Georges Cleiftie             | Préfet de la Vienne                             | Nommé préfet des Bouches-du-Rhône                                                                 |
| 23 mai 1896       | 18 octobre 1898   | Etienne Joucla-Pelous Brunet | Préfet de la Loire                              | Nommé préfet de Meurthe-et-Moselle                                                                |
| 18 octobre 1898   | 18 octobre 1898   | Périclès Grimanelli          | Préfet de la Loire                              | Non installé. Maintenu en tant que préfet de la Loire                                             |
| 8 novembre 1898   | 5 septembre 1904  | Émile Hélitas                | Préfet de la Charente-Inférieure                | Préfet honoraire.                                                                                 |
| 5 septembre 1904  | 16 juin 1906      | Pierre Roger                 | Préfet du Doubs                                 | Retraite (infirmités)                                                                             |
| 16 juin 1906      | 23 novembre 1906  | Adolphe Bonnet               | Préfet de l'Oise                                | Appelé à d'autres fonctions Nommé préfet de Meurthe-et-Moselle en 1908                            |
| 23 novembre 1906  | 23 novembre 1906  | Charles Huard                | Trésorier-payeur-général de la Marne            | Non installé. Nommé directeur de la sûreté générale                                               |
| 23 novembre 1906  | 12 juin 1907      | Pierre Marraud               | Préfet de l'Hérault                             | Nommé directeur général de l'enregistrement, des domaines et du timbre                            |
| 12 juillet 1907   | 22 mars 1911      | Victor Rault                 | Préfet d'Ille-et-Vilaine                        | Nommé préfet du Rhône                                                                             |
| 22 mars 1911      | 20 mars 1915      | Georges Tallon               | Préfet de Maine-et-Loire                        | Chargé de mission auprès du gouvernement belge en qualité de commissaire du gouvernement français |
| 20 mars 1915      | 23 novembre 1917  | Paul Léon Hyérard            | Préfet de la Haute-Garonne                      | Mis en disponibilité sur sa demande, pour raisons de santé                                        |
| 23 novembre 1917  | 13 août 1918      | Louis Hudelo                 | Préfet de police de Paris                       | Devient trésorier-payeur-général de la Manche                                                     |
| 13 août 1918      | 17 mai 1921       | Pierre Causel                | Préfet de l'Hérault                             | Nommé préfet du Pas-de-Calais                                                                     |
| 17 mai 1921       | 1er novembre 1924 | Paul Bouju                   | Préfet du Puy-de-Dôme                           | Nommé préfet de la Seine-Inférieure                                                               |
| 1er novembre 1924 | 21 mars 1936      | Paul Mathivet                | Préfet de la Charente-Inférieure                | Retraite et préfet honoraire                                                                      |
| 21 mars 1936      | 26 septembre 1936 | Raoul Catusse                | Préfet de la Marne                              | Appelé à d'autres fonctions                                                                       |
| 26 septembre 1936 | 26 septembre 1936 | Henri Chaumet                | Directeur du personnel au Ministère du commerce | Non installé. Devient receveur percepteur                                                         |
| 26 septembre 1936 | 8 août 1940       | Fernand Leroy                | Préfet du Haut-Rhin                             | Retraite en 1940. Devient préfet honoraire après la guerre.                                       |

### Régime de Vichy (1940-1944)
| Période           | Période           | Identité             | Fonction précédente             | Observation                                                     |
| ----------------- | ----------------- | -------------------- | ------------------------------- | --------------------------------------------------------------- |
| 8 août 1940       | 17 septembre 1940 | Pierre Vieillescazes | Préfet de Loir-et-Cher          | Mise à la retraite. Préfet honoraire                            |
| 17 septembre 1940 | 6 juillet 1943    | Philibert Dupard     | Préfet de l'Yonne               | Nommé préfet d'Ille-et-Vilaine et préfet de la région de Rennes |
| 6 juillet 1943    | 24 janvier 1944   | Édouard Bonnefoy     | Préfet de la Mayenne            | Nommé préfet du Rhône                                           |
| 24 janvier 1944   | 14 mai 1944       | Georges Gaudard      | Préfet du Territoire de Belfort | Arrêté par les Allemands le 14 mai                              |

### GPRF et Quatrième République (1944-1958)
| Période           | Période           | Identité                | Fonction précédente                                           | Observation                                                                                                |
| ----------------- | ----------------- | ----------------------- | ------------------------------------------------------------- | --- |
| 22 mai 1944       | 27 juin 1944      | Bernard Cornut-Gentille | Résistant                                                     | Nommé préfet d'Ille-et-Vilaine                                                                             |
| 18 novembre 1944  | 20 juin 1945      | Alexandre Vincent       | Préfet de la région d'Angers                                  | Démissionnaire et préfet honoraire. Redevient avocat.                                                      |
| 20 août 1945      | 29 décembre 1945  | Georges Rastel          | Préfet des Ardennes délégué dans les fonctions                | Préfet délégué dans les fonctions. Directeur de cabinet du président de l'Assemblée nationale constituante |
| 4 janvier 1946    | 14 juillet 1946   | Georges Phalempin       | Préfet des Landes délégué dans les fonctions                  | Préfet délégué dans les fonctions Nommé préfet du Pas-de-Calais                                            |
| 24 juillet 1946   | 11 septembre 1946 | Paul Escande            | Préfet des Alpes-Maritimes délégué dans les fonctions         | Préfet délégué dans les fonctions Mise en disponibilité sur sa demande.                                    |
| 11 septembre 1946 | 8 janvier 1947    | André Pelabon           | Directeur général de la sûreté nationale                      | Nommé secrétaire général du gouvernement général de l'Algérie                                              |
| 8 janvier 1947    | novembre 1947     | Pierre-René Gazagne     |                                                               | En service détaché. Maire d'Alger                                                                          |
| 19 novembre 1947  | 31 octobre 1951   | André Lahillonne        | Préfet de la Dordogne                                         | Nommé préfet de la Gironde chargé des fonctions d'I.G.A.M.E.                                               |
| 31 octobre 1951   | 19 novembre 1953  | Roger Moris             | Préfet de la Loire                                            | Nommé préfet de la Seine I.G.A.M.E.                                                                        |
| 19 novembre 1953  | 31 août 1955      | Pierre Rix              |                                                               | Congé de longue durée avec traitement Avocat au barreau de Marseille Retraite en 1966                      |
| 31 août 1955      | 28 novembre 1955  | André-Marie Trémeaud    | Chargé de mission auprès du ministre Maurice Bourgès-Maunoury | Nommé préfet du Bas-Rhin                                                                                   |
| 28 novembre 1955  | 23 novembre 1956  | Serge Baret             | Préfet de l'Hérault                                           | Nommé préfet d'Alger I.G.A.M.E.                                                                            |
| 23 novembre 1956  | 25 avril 1962     | Pierre Trouillé         | Préfet de la Sarthe                                           | Nommé préfet d'Indre-et-Loire I.G.A.M.E.                                                                   |

### Cinquième République (depuis 1958)
Le préfet de la Loire-Atlantique devient coordonnateur de la région Pays de la Loire en 1964.
| Période           | Période           | Identité                       | Fonction précédente                                             | Observation                                                                                         |
| ----------------- | ----------------- | ------------------------------ | --------------------------------------------------------------- | --------------------------------------------------------------------------------------------------- |
| 25 avril 1962     | 28 décembre 1966  | Christian Lobut                | Directeur adjoint du cabinet du Premier ministre Michel Debré   | En service détaché à la disposition du ministre de l'économie et des finances.                      |
| 28 décembre 1966  | 18 août 1971      | Jean-Émile Vié                 | Préfet de la région Champagne-Ardenne et de la Marne            | Mis à la disposition du ministre d'État chargé des DOM-TOM                                          |
| 18 août 1971      | 11 décembre 1973  | Michel Grollemund              | Directeur de cabinet du ministre des DOM-TOM Henri Rey          | Préfet honoraire. Devient directeur des relations extérieures de la société des automobiles Peugeot |
| 11 décembre 1973  | 30 août 1976      | Paul Camous                    | Préfet de la Loire                                              | Nommé directeur de cabinet du ministre du travail Christian Beullac                                 |
| 10 septembre 1976 | 11 avril 1978     | Philippe Mestre                | Préfet de la région Basse-Normandie et du Calvados              | Nommé directeur de cabinet Premier ministre Raymond Barre                                           |
| 27 avril 1978     | 30 juillet 1981   | Bernard Couzier                | Préfet de la région Centre et du Loiret                         | Nommé directeur général de la police nationale                                                      |
| 7 août 1981       | 2 août 1984       | Henri Baudequin                | Préfet de la région Poitou-Charentes et de la Vienne            | En congé spécial sur sa demande                                                                     |
| 3 juillet 1984    | 8 mars 1985       | Pierre Rouvière                | Préfet de la région Alsace et du Bas-Rhin                       | Congé spécial et retraite                                                                           |
| 27 mars 1985      | 24 septembre 1986 | Jean Chevance                  | Préfet de la Martinique                                         | Nommé directeur général des services administratifs de la région Île-de-France                      |
| 17 octobre 1986   | 19 juillet 1989   | Jacques Monestier              | Préfet de la région Poitou-Charentes et de la Vienne            | Nommé préfet de la région Rhône-Alpes et du Rhône                                                   |
| 19 juillet 1989   | 4 octobre 1995    | Alain Ohrel                    | Préfet de la région Picardie et de la Somme                     | Nommé préfet de la région Nord-Pas-de-Calais, préfet du Nord                                        |
| 4 octobre 1995    | 29 octobre 1997   | Charles-Noël Hardy             | Préfet de la région Languedoc-Roussillon et de l'Hérault        | Nommé préfet hors cadre                                                                             |
| novembre 1997     | 31 juillet 2002   | Michel Blangy                  | Préfet du Val-de-Marne                                          | Nommé préfet hors cadre                                                                             |
| 31 juillet 2002   | 21 juin 2007      | Bernard Boucault               | Préfet hors cadre                                               | Nommé préfet hors cadre                                                                             |
| 21 juin 2007      | 3 juillet 2009    | Bernard Hagelsteen             | Préfet hors cadre                                               | Nommé à la Cour des Comptes Recruté par ASF puis Vinci Autoroutes                                   |
| 3 juillet 2009    | 24 mai 2012       | Jean Daubigny                  | Préfet de la région Bretagne et d'Ille-et-Vilaine               | Conseiller maître à la Cour des comptes                                                             |
| 31 mai 2012       | 26 mai 2014       | Christian Galliard de Lavernée | Préfet de la région Lorraine et de la Moselle                   | Nommé préfet hors cadre                                                                             |
| 30 mai 2014       | 15 février 2017   | Henri-Michel Comet             | Préfet de la région Midi-Pyrénées, préfet de la Haute-Garonne   | Nommé préfet de la région Auvergne-Rhône-Alpes et du Rhône                                          |
| 6 mars 2017       | 1er novembre 2018 | Nicole Klein                   | Préfète de la région Normandie et de la Seine-Maritime          | Nommée directrice de cabinet de François de Rugy, ministre de l'Environnement                       |
| 7 novembre 2018   | 23 août 2020      | Claude d'Harcourt              | Directeur de l'ARS Provence-Alpes-Côte-d'Azur                   | Nommé à la direction générale des étrangers de France du Ministère de l'Intérieur                   |
| 24 août 2020      | 11 janvier 2023   | Didier Martin                  | Préfet de la Moselle                                            | Nommé secrétaire général du ministère de l'Intérieur et des Outre-mer                               |
| 30 janvier 2023   |                   | Fabrice Rigoulet-Roze          | Directeur de cabinet du ministre de l'Agriculture, Marc Fesneau | |

## Responsables régionaux temporaires
- 1848 : quelques jours après la révolution de février, Michel Rocher est Nommé "Commissaire général du gouvernement provisoire" pour les départements de Loire-Inférieure, Ille-et-Vilaine, Morbihan, Côtes-du-Nord, Finistère ; il révoque le maire de Nantes, Ferdinand Favre, et procède à un échange de poste préfectoral entre la Loire-Inférieure (Ange Guépin) et le Morbihan (Jacques-Hippolyte Maunoury).
- 1851 : après le coup d'État de Louis-Napoléon Bonaparte, Maurice Duval, préfet de Loire-Inférieure durant la monarchie de Juillet, est nommé "commissaire extraordinaire pour les départements de l'Ouest" ; il rétablit Ferdinand Favre comme maire de Nantes et confirme Jean Gauja comme préfet de Loire-Inférieure.
- 1940-44 : sous le régime de Vichy, la Loire-Inférieure fait partie d'une région dont le responsable est le préfet d'Angers.
- 1944 : à la Libération, Michel Debré est Commissaire de la République pour les départements de la région d'Angers. Son mandat dure jusqu'au début de 1945.

## Liste des sous-préfets

### Sous-préfets de Châteaubriant-Ancenis (depuis 2017)
- Liste des sous-préfets d'Ancenis (1800-2017) : Arrondissement d'Ancenis
- Liste des sous-préfets de Chateaubriant (1800-2017) : Arrondissement de Châteaubriant

### Sous-préfets de Savenay (1800-1868)
- Anne Étienne Louis Harmand d'Abancourt, auditeur au Conseil d'État (24 mars 1809), devient préfet des Hautes-Alpes : 1814-1815.

## Notices biographiques
- Michel Rocher, né le 4 octobre 1801 et mort le 19 février 1861 à Nantes ; industriel ; républicain actif aux côtés d'Ange Guépin durant la monarchie de Juillet ; nommé adjoint d'Ange Guépin le 1er mars 1848, il devient son supérieur comme responsable régional le 14.
- 13 Maurice Duval, né le 11 juillet 1778 à Versailles, mort à Paris le 14 octobre 1861 ; Nommé pair de France et préfet de Loire-Inférieure en 1832 ; Nommé à Lille en 1841, révoqué en 1848 ; Nommé "Commissaire extraordinaire pour les départements de l'Ouest" en décembre 1851.
- 17 Jacques Hippolyte Maunoury[110], né le 30 juin 1824 à Chartres, mort le 3 décembre 1899 à Luisant (Eure-et-Loir) ; avocat, puis substitut du procureur de Chartres ; en 1848, commissaire du gouvernement pour le Morbihan, puis pour la Loire-Inférieure ; battu en Eure-et-Loir aux élections de 1849 ; quitte ses fonctions de substitut après le coup d'état de 1851 et travaille en Égypte pour la Compagnie du canal de Suez ; secrétaire général de la préfecture de Chartres en 1870 ; retourne en Égypte jusqu'en 1874 ; député d'Eure-et-Loir de 1876 à 1889 ; en 1889 se désiste au second tour ; maire de Luisant jusqu'à sa mort en 1899.
- 19 Jean Raymond Gauja, né le 29 juillet 1801 à Renneville (Haute-Garonne), mort le 24 décembre 1875 à Tours ; Nommé par Louis-Napoléon Bonaparte, confirmé par Maurice Duval, commissaire du gouvernement ; il démissionne en juin 1852.
- 20 Pierre Paul Edouard Martin de Mentque, né le 11 avril 1808 à Paris, mort le 2 septembre 1878 à Saint-Germain-en-Laye ; préfet de Loire-Inférieure en mars 1852, il est Nommé à Bordeaux en 1853.
- 21 Henri Julien Théophile Chevreau, né le 27 avril 1823 à Belleville (Seine), mort en 1903 à Yerres (Seine-et-Oise) ; chef du personnel du ministère de l'Intérieur ; préfet de Loire-Inférieure en 1853, il est Nommé à Lyon en 1864, puis à Paris le 5 janvier 1870 (en remplacement d'Haussmann ; il devient ministre de l'Intérieur le 25 août 1870, pour trois semaines.
- 22 Gustave Nicolas Mercier-Lacombe, né le 12 mai 1815 et mort le 21 octobre 1875 à Hautefort (Dordogne) ; conseiller à la Cour des comptes ; préfet de Loire-Inférieure en 1864-65, il est contraint à la démission par le ministre de l'Intérieur en raison principalement de la défaite du maire Ferdinand Favre face à l'opposition rassemblée (Ange Guépin, René Waldeck-Rousseau, Antoine Dufour) aux élections municipales de juillet 1865 ; il est ensuite directeur des Contributions indirectes jusqu'en 1874.
- 23 Léopold Bourlon de Rouvre, né le 23 mars 1820 à Chaumont (Haute-Marne) ; préfet des Vosges en 1851, il est Nommé à Angers, puis à Nantes en 1865 ; il doit faire face à une opposition vigoureuse, surtout à Nantes
- 24 Henri François Pougeard-Dulimbert, né le 6 février 1817 à Limoges, mort le 19 avril 1898 à Lureuil (Indre) ; Nommé préfet de Loire-Inférieure en 1870, il abandonne ses pouvoirs au maire républicain Nommé en août René Waldeck-Rousseau dès le 4 septembre et est remplacé par Ange Guépin.

## Sources
- Histoire administrative du département de la Loire-Inférieure depuis sa formation en 1790, jusqu'à nos jours, Lucien Maltete Imprimerie de Bretagne, Nantes, vers 1947-1948, 144p., p. 133-134.
- Claude Kahn et Jean Landais, Nantes et les Nantais sous le Second Empire, Ouest Editions, Nantes, 1992 [ (ISBN 2908261928)]. Fiches biographiques pages 275-291.